# Потёмкин, Григорий Александрович
Светлейший князь (c 1776 года) Григо́рий Алекса́ндрович Потёмкин-Таври́ческий (30 сентября (11 октября) 1739, село Чижово, Смоленская губерния — 5 (16) октября 1791, на пути из Ясс у села Старые Радены, Молдавское княжество 47°15′22″ с. ш. 27°59′45″ в. д.) — государственный и военный деятель Российской империи, один из главных фаворитов (согласно устойчивой версии, морганатический супруг с 1775) императрицы Екатерины II. Создатель Черноморского военного флота и его первый главноначальствующий, генерал-фельдмаршал (1784).
Руководил присоединением к Российской империи и первоначальным устройством Крыма, где обладал колоссальными земельными наделами. Основал ряд городов, включая современные областные центры: Екатеринослав (1776 год), Херсон (1778 год), Севастополь (1783 год), Николаев (1789 год). Первый хозяин Таврического дворца в Петербурге. Фактический правитель Молдавского княжества в 1790—1791 годах.

## Рождение и ранняя жизнь Потёмкина
Родился в семье смоленского дворянина из рода Потёмкиных, в имении Чижево. Рано потерял отца, Александра Васильевича Потёмкина (1673—1746), вышедшего в отставку майором, воспитан матерью Дарьей Васильевной Потёмкиной, урождённой Кафтырёвой (1704—1780) в Москве, где посещала учебное заведение Иоганна-Филиппа Литке в Немецкой слободе. «Мать князя Таврического была образцом в целом околотке. По её уставам и одевались, и наряжались, и сватались, и пиры снаряжали. Это повелительство перешло и к сыну её», — вспоминал земляк князя С. Н. Глинка.
Потёмкин с детства проявил любознательность и честолюбие. Образование получил в гимназии московского университета (вместе с Я. И. Булгаковым, И. Ф. Богдановичем, Д. И. Фонвизиным). Поступив в Московский университет в 1755 году, через год за успехи в науках удостоен золотой медали, а в июле 1757 года в числе лучших 12 студентов, присланных в С.-Петербург по приглашению И. И. Шувалова, представлен был императрице Елизавете Петровне. Тем не менее в начале 1760 года был исключён из Московского университета, одновременно с Николаем Ивановичем Новиковым, формально за «леность и нехождение в классы». Вышел из университета «недоученным студентом, но с дивным умом. Переводчик „Илиады“ Костров рассказывал, что однажды Потёмкин взял у него несколько частей Естественной истории Бюффона и возвратил ему их через неделю. Костров не верил, чтобы можно было так скоро перечитать все взятые части, а Потёмкин, смеясь, пересказал ему всю сущность прочитанного», свидетельствовал С. Н. Глинка.
Военная служба Потёмкина началась заочно. 30 мая (10 июня) 1755 года он был записан одновременно в Московский университет и в Конную гвардию рейтаром с дозволением не являться в полк до окончания наук. 15 (26) августа 1757 года произведён в капралы конной гвардии по докладу Шувалова, ввиду знаний в эллино-греческом языке и богословии, и до окончания наук оставлен в Московском университете. 31 декабря 1758 (11 января 1759) года произведён в гефрейт-капралы с оставлением в университете. 19 (30) июля 1759 года произведён в каптенармусы с оставлением в университете (в полк пришла присланная из университета присяга Потёмкина на чин каптенармуса).
В 1761 году Потёмкин был произведён в вахмистры Конной гвардии, и наконец, явился в полк на службу. В марте 1762 года, при императоре Петре III, взят в ординарцы к полковнику Конной гвардии, генерал-фельдмаршалу, его высочеству принцу Георгу Людвигу, герцогу Шлезвиг-Гольштейнскому.

## При Екатерине II
При участии в дворцовом перевороте Потёмкин обратил на себя внимание императрицы Екатерины II. Он был представлен от полка, вместе с прочими, к производству из вахмистров в корнеты, но императрица собственноручно подписать изволила, возле его фамилии: «быть подпоручиком». 30 ноября (11 декабря) 1762 года назначен ко Двору камер-юнкером с оставлением в полку, с жалованием камер-юнкера в прибавок к полковому, и получил в собственность 400 душ крестьян. Биографические факты последующих годов известны лишь в общих чертах. Относящиеся к тому времени анекдоты об отношениях Потёмкина к императрице и братьям Орловым, а также о желании его постричься в монахи недостоверны. 13 (24) августа 1763 года Потёмкин стал помощником обер-прокурора синода, при этом не покидая военной службы. 19 (30) апреля 1765 года произведён в поручики Конной гвардии. В 1765 году исполнял казначейскую должность и был назначен в полку для смотрения шитья вновь создававшихся повседневных мундиров. 19 (30) июня 1766 года, за увольнением в отпуск ротмистра Мельгунова, командовал 9-й ротой. В 1767 году с двумя ротами своего полка был командирован в Москву во время комиссии об «Уложении». 22 сентября (3 октября) 1768 года пожалован в Её Императорского Величества действительные камергеры с оставлением в полку. 11 (22) ноября 1768 года отчислен от полка по воле императрицы как состоящий при Дворе (имел звание Её Императорского Величества действительного камергера и чин армии генерал-майора). В комиссии 1767 года он был опекуном депутатов от иноверцев, состоя в то же время и членом духовно-гражданской комиссии, но ничем себя здесь не проявил, и в 1769 году отправился добровольцем на турецкую войну. Он отличился под Хотином, успешно участвовал в сражениях при Фокшанах, Ларге и Кагуле, разбил турок при Ольте, сжёг Цыбры, взяв в плен много турецких судов. 27 июля (7 августа) 1770 года генерал-майор Григорий Александрович Потёмкин был награждён орденом Св. Георгия 3 степени.

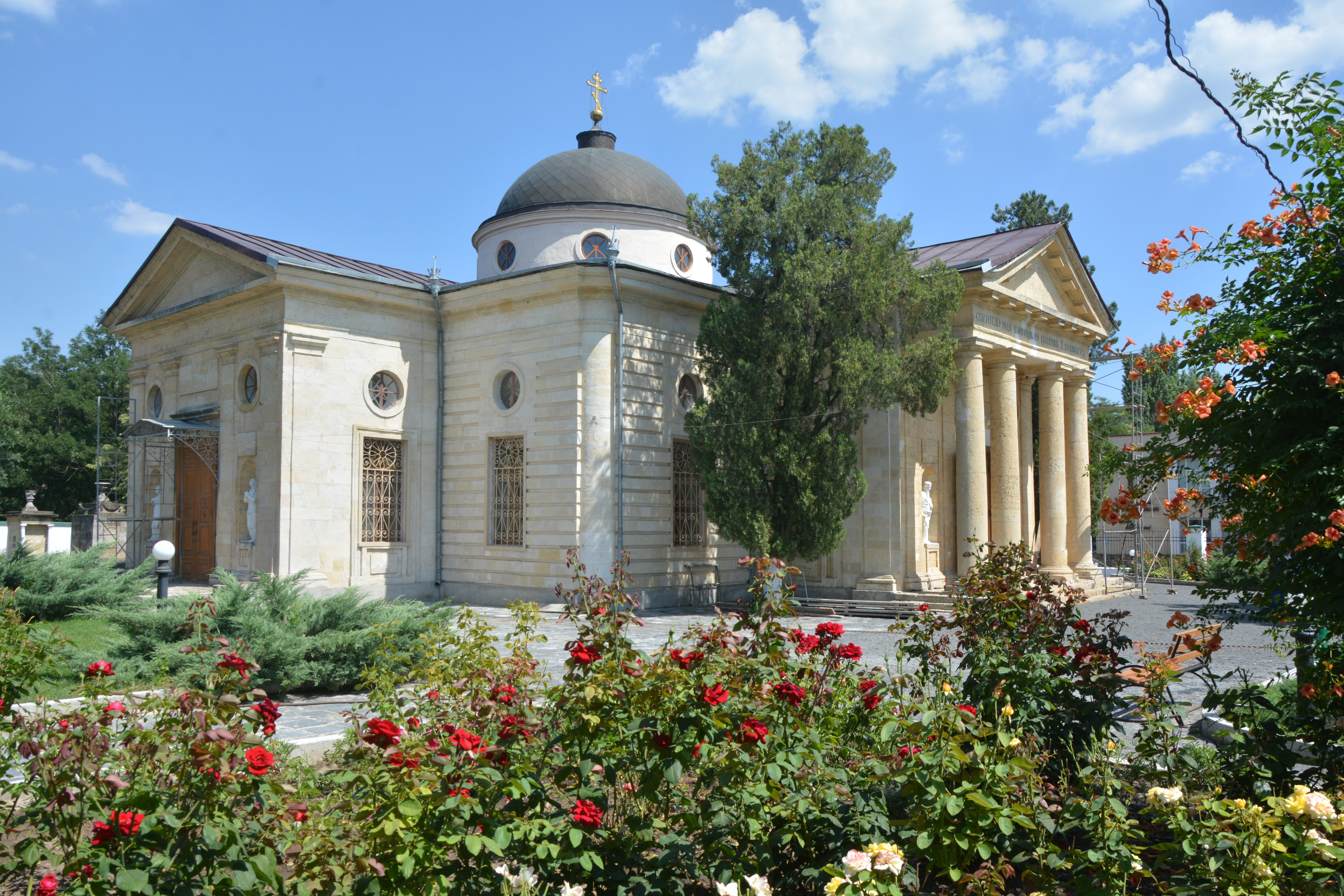
Екатерининский собор в Херсоне, основанный Потёмкиным. В нём же он и был похоронен в 1791 году.

В 1770—1771 годах он был в Санкт-Петербурге, где испросил позволение писать императрице, но большого успеха не добился. В 1774 году стал генерал-поручиком. Императрица в это время уже переписывалась с ним и в собственноручном письме настаивала на том, чтобы он напрасно не рисковал жизнью. Через месяц после получения этого письма Потёмкин уже был в Санкт-Петербурге, где вскоре стал генерал-адъютантом, подполковником лейб-гвардии Преображенского полка и, по отзывам иностранных послов, стал «самым влиятельным лицом в России». По некоторым данным, в 1775 году Потёмкин и Екатерина даже заключили тайный морганатический брак.
Участие его в делах выразилось в это время в посылке подкреплений графу Румянцеву, в меньшем стеснении действий последнего, в мерах против Пугачёва и в расформировании Запорожской сечи. Несколько позже Потёмкин был назначен «главным командиром», генерал-губернатором Новороссийского края. Именным Высочайшим указом, от 10 (21) июля 1775 года, генерал-аншеф, подполковник лейб-гвардии Преображенского полка, Григорий Александрович Потёмкин возведён, с нисходящим его потомством, в графское Российской империи достоинство и получил ряд отличий из-за границы, где влияние его очень скоро стало известно. Датский министр, например, просил его содействовать сохранению дружбы России с Данией. 26 ноября (7 декабря) 1775 года генерал-аншеф граф Григорий Александрович Потёмкин был награждён орденом Св. Георгия 2 ст.
Однако уже в декабре 1775 года императрице самим же фаворитом был представлен Завадовский, после чего отношения её к Потёмкину немного охладились. Потёмкин тяжело переживал разрыв и даже писал императрице что «жив не будет, кто его место займёт». Впрочем, Екатерина успокоила его и заверила, что, несмотря на завершение их романа, Потёмкин продолжит оставаться её ближайшим другом и советником:

 Какая тебе нужда сказать, что жив не останется тот, кто место твоё займет? Похоже ли на дело, чтоб ты страхом захотел приневолить сердце? Самый мерзкий способ сей непохож вовсе на твой образ мысли, в котором нигде лихо не обитает. А тут бы одна амбиция, а не любовь действовала. Но вычеркни сии строки и истреби о том и мысли, ибо всё это пустошь. <…> Не печалься. Скорее, ты мною скучишь, нежели я. Как бы то ни было, я привещлива и постоянного сложения, и привычка и дружба более и более любовь во мне подкрепляют. <…> Опасаться тебе причины никакой нету. Равного тебе нету.— Письма Екатерины II светлейшему князю Г. А. Потёмкину-Таврическому
Мало влияния на положение Потёмкина оказало и возвышение Александра Ермолова в 1785 году.
За все это время имеется масса фактов, свидетельствующих о той силе, которая находилась в руках Потёмкина. Переписка его с императрицей не прекращается, наиболее важные государственные бумаги проходят через его руки, путешествия его обставлены «необычайными почестями», императрица часто делает ему ценные подарки. Как видно из докладов Потёмкина, его особенно занимал вопрос о южных границах России и, в связи с этим, судьба Турции. В особой записке, поданной императрице, он начертал целый план, как овладеть Крымом. Программа эта, начиная с 1776 года, практически исполнялась.
Событиями в Османской империи Потёмкин очень интересовался и имел во многих местах Балканского полуострова своих агентов. Ещё в 1770-х годах им, по сообщению Герриса, был выработан «греческий проект», предполагавший уничтожить Турцию и возложить корону нового византийского царства на одного из внуков императрицы Екатерины II.
В военном деле Потёмкин провёл несколько важных реформ, особенно когда после присоединения Крыма стал 2 (13) февраля 1784 года фельдмаршалом. Он уничтожил пудру, косички и букли, ввёл лёгкие сапоги. Есть, однако, отзывы, что небрежность Потёмкина привела дела военного ведомства в хаотическое состояние. Чрезвычайно важным делом Потёмкина было создание военно-морского флота на Чёрном море. Флот был построен очень спешно, частью из негодного материала, но в последовавшей войне с Турцией значительная часть успеха была достигнута благодаря флоту и достаточности его боевых качеств.

## Военная реформа Г. А. Потёмкина
С 1775 года он начал реформы в пехоте. Им была введена единая штатная структура частей. Егеря стали сводиться в отдельные батальоны (с 1777 года) без артиллерии, увеличено число гренадер, сформированы мушкетёрские четырёх-батальонные полки. Причём в основу были положены румянцевские начала устройства пехоты: способность к независимым операциям, умение совершать ускоренные переходы, быстрота, скрытность движения, действия на пересечённой местности, меткость одиночного огня.
Большой вклад внёс Потёмкин в гуманизацию взаимоотношений внутри армии. В его приказах, инструкциях и других документах неоднократно указывалось командирам и начальникам о необходимости большей человечности в отношениях с подчинёнными.
Использовать командирами солдат на частных работах стало запрещено под страхом строгого наказания. Потёмкин следил за правильностью снабжения солдат, требовал соблюдения в армии санитарно-гигиенических норм.
В вопросах обучения и воспитания он обращал главное внимание не на внешний блеск, а на боевую готовность войск.
Потёмкин стремился навести в армии порядок и добиться экономии. Так, в 1786 году вышло его постановление, в котором были определены все расходы, необходимые для армии: на жалование личному составу, обмундирование, починку оружия, на обоз, на содержание лошадей и т. д. Этим же постановлением указывались, какие суммы выделялись на различные полки.
Особое внимание Потёмкин уделял казачеству. Им были созданы Екатеринославское и Черноморское казачьи войска, произошло более тесное слияние Войска Донского с армией. Он сформировал из казаков регулярные полки и подчинил их армейским уставам. Общие требования армии стала учитывать и организация казачьих войск; увеличилось количество воинов, поставляемых казаками (с 4000 — 5000 человек до 10 000), наконец, казачьи войска получили ряд боевых отличий. Екатеринославские и Черноморские казаки выбрали его своим великим гетманом.
Под руководством Г. А. Потёмкина с 1779 года велось интенсивное строительство флота на Чёрном море. 13 (24) августа 1785 года были утверждены штаты Черноморского адмиралтейства и флота, непосредственно подчинявшиеся Потёмкину, получившему от императрицы право иметь кайзер-флаг. Г. А. Потёмкина можно считать создателем Черноморского флота. Он был его гордостью, и он очень переживал за судьбу своего детища.

## Психологический портрет и внешность

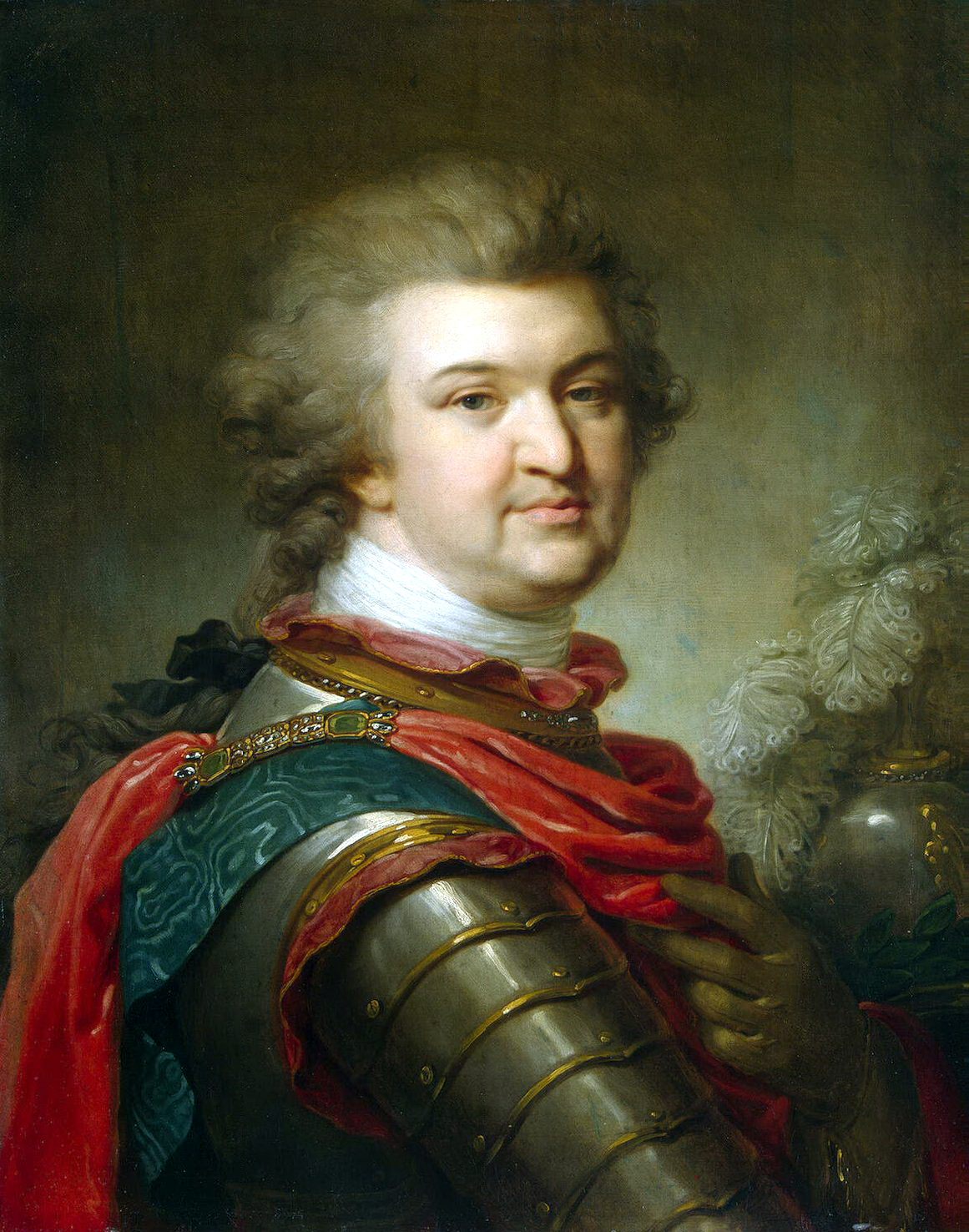
Потёмкин незадолго до смерти, апрель 1791 года

Психологический портрет Григория Потёмкина, который дал ему австрийский мемуарист и военный писатель Шарль-Жозеф де Линь, служивший под началом светлейшего князя:
«Трусливый за других, — пишет де Линь о князе, — он сам очень храбр: он останавливается под выстрелами и спокойно отдаёт приказания… Он очень озабочен в ожидании опасности, но веселится среди неё и скучает среди удовольствий. То глубокий философ, искусный министр, великий политик, то десятилетний ребёнок. Он вовсе не мстителен, он извиняется в причинённом горе, старается исправить несправедливость. Одной рукой он подаёт условные знаки женщинам, которые ему нравятся, а другой — набожно крестится. С генералами он говорит о богословии, с архиереями — о войне. Он то гордый сатрап Востока, то любезнейший из придворных Людовика XIV. Под личиной грубости он скрывает очень нежное сердце; он не знает часов, причудлив в пирах, в отдыхе и во вкусах: как ребёнок, всего желает и, как взрослый, умеет от всего отказаться… Легко переносит жару, вечно толкуя о прохладительных ваннах, и любит морозы, вечно кутаясь в шубы…»
О внешнем облике Г. Потёмкина: «Современники единодушны относительно замечательной физической красоты и мощи „светлейшего“. При высоком росте он обладал пропорциональным сложением, могучими мускулами и высокой грудью.
Орлиный нос, высокое чело, красиво выгнутые брови, голубые приятные глаза, прекрасный цвет лица, оттенённый нежным румянцем, мягкие светло-русые вьющиеся волосы, ровные, ослепительной белизны зубы — вот обольстительный портрет князя в цветущие годы. Немудрено, что он по количеству своих романов… не уступал знаменитому герою романтических новелл — Дон Жуану-ди-Тенорио. Потёмкин, окружённый ореолом могущества, богатства и блеска, был неотразим для женщин своего времени, конечно, не лелеявших тех светлых идеалов, которые встречаются у героинь тургеневских романов. Даже потеря зрения в одном глазу не портила его внешнего вида. Но в зрелые годы общее впечатление портила угрюмость князя. Тогда он, по словам очевидца, подперев подбородок рукой, нахмурив чело и уставив единственный смотревший глаз на собеседника, принимал зверское выражение. Но даже и в поздние годы, — Потёмкин умер в возрасте 52-х лет, — „сгорбленный, съёженный, невзрачный (слова де Линя), когда остаётся дома, — он выпрямляется, вскидывает надменно голову, он горд, прекрасен, величествен, увлекателен, когда является перед своей армией, точно Агамемнон в сонме греческих царей…“ Во всяком случае, в самой наружности князя, в его величественной осанке — сразу виден был человек недюжинного калибра».
Ф. Ф. Вигель в своих «Записках» отмечает, что Г. Потёмкин не позволял себе бранных слов по отношению к подчинённым.

## Новороссия

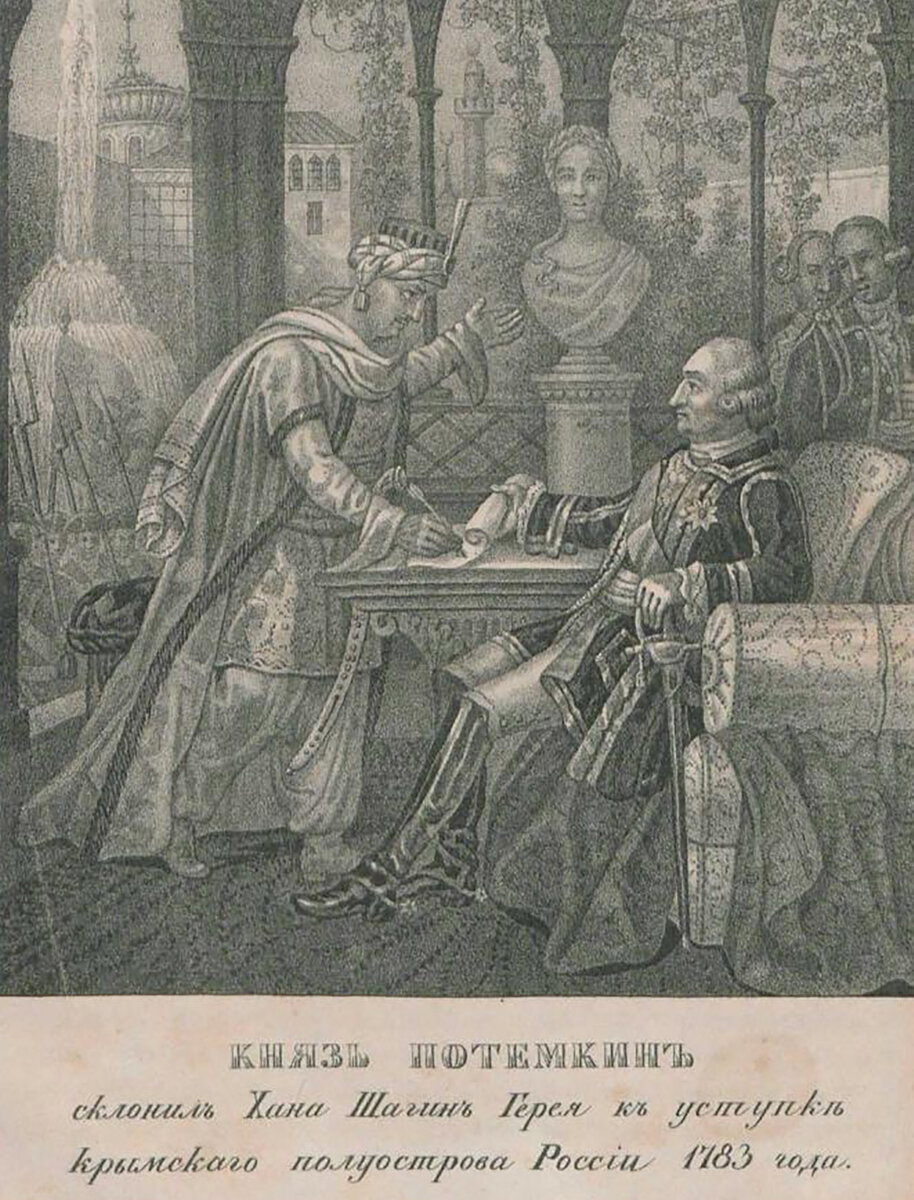
Князь Потёмкин принимает отречение последнего крымского хана Шахин Герая

Деятельность Потёмкина по освоению обширных новоприобретённых территорий на юге страны критиковалась некоторыми современниками. Несмотря на затраты, она не достигла и отдалённого подобия того, что Потёмкин рисовал в своих письмах императрице. Тем не менее, беспристрастные свидетели вроде Кирилла Разумовского, в 1782 году посетившего Новороссию, не могли не удивляться достигнутому. Херсон, заложенный в 1778 году, был в то время уже значительным городом, Екатеринослав охарактеризован как «лепоустроенный». На месте прежней степи, служившей путём для набегов крымцев, через каждые 20 — 30 вёрст находились деревни. Мысль об университете, консерватории и десятках фабрик в Екатеринославе так и осталась неосуществлённой. Не удалось Потёмкину и сразу создать нечто значительное из Николаева.
Из огромного числа деловых бумаг и писем потёмкинской канцелярии, которой ведал Василий Степанович Попов (его «правая рука»), видно, как многогранна была его деятельность по управлению южной Россией. Но, вместе с тем, во всём чувствовалась лихорадочная поспешность, самообольщение, хвастовство и стремление к чрезмерно трудным целям. Приглашение колонистов, закладка городов, разведение лесов и виноградников, поощрение шелководства, учреждение школ, фабрик, типографий, корабельных верфей — всё это предпринималось чрезвычайно размашисто, в больших размерах, причём Потёмкин не щадил ни денег, ни труда, ни людей, ни себя. Многое было начато и брошено, другое с самого начала оставалось на бумаге, осуществилась лишь самая ничтожная часть смелых проектов.
В 1787 году было предпринято путешествие Екатерины II в Крым, которое обратилось в торжество Потёмкина. Созданная по приказу князя Амазонская рота доставила немалое удовольствие императрице, Херсон, со своей крепостью, удивил даже иностранцев, а вид Севастопольского рейда с эскадрой в 15 больших и 20 мелких судов был самым эффектным зрелищем всего путешествия. В том же году Потёмкин получил почётное прозвание Таврического.
Многие считают, что во время этого путешествия Потёмкин, не добившийся особых успехов на административном поприще, решил представить себя в лучшем свете и инсценировал результаты деятельности — т. н. «потёмкинские деревни». По мнению академика А. М. Панченко — это миф. Но миф особого рода. Дело в том, что тогда было принято пышно декорировать все придворные мероприятия. Но украшения были настолько роскошными, что даже породили сомнения насчёт реально существующего состояния. И это могло быть не только прихотью Потёмкина — ведь Екатерину сопровождал австрийский император Иосиф II.

## Война с Османской империей
Подробнее о войне см. Русско-турецкая война 1787—1791
В 1787 году началась война с Турцией, вызванная в том числе деятельностью Потёмкина и путешествием Екатерины II в Крым. Устроителю Таврии пришлось взять на себя роль полководца. В течение месяца Потёмкин организовывал имеющиеся резервы и готовил фураж для армии, он запросил подкрепление у графа Румянцева и обратился к Екатерине II с просьбой о рекрутском наборе. 24 сентября 1787 года было получено известие о том, что только построенный Черноморский флот попал в шторм и был уничтожен, Потёмкин был сражён этим известием и даже обратился к Екатерине с просьбой передать командование Румянцеву: «Матушка Государыня, я стал несчастлив. При всех мерах возможных, мною предприемлемых, все идёт навыворот. Флот севастопольский разбит бурею; остаток его в Севастополе — все малые и ненадёжные суда, и лучше сказать, неупотребительные. Корабли и большие фрегаты пропали. Бог бьёт, а не Турки. Я при моей болезни поражён до крайности, нет ни ума, ни духу. Я просил о поручении начальства другому. Верьте, что я себя чувствую; не дайте чрез сиё терпеть делам. Ей, я почти мёртв; я все милости и имение, которое получил от щедрот Ваших, повергаю стопам Вашим и хочу в уединении и неизвестности кончить жизнь, которая, думаю, и не продлится. Теперь пишу к Графу Петру Александровичу, чтоб он вступил в начальство, но, не имея от Вас повеления, не чаю, чтоб он принял. И так, бог весть, что будет. Я всё с себя слагаю и остаюсь простым человеком».
Однако на следующий день выяснилось что флот по большей части уцелел и вернулся в Севастополь на базу для починки.
Императрица, в письмах, старалась поддержать его бодрость.

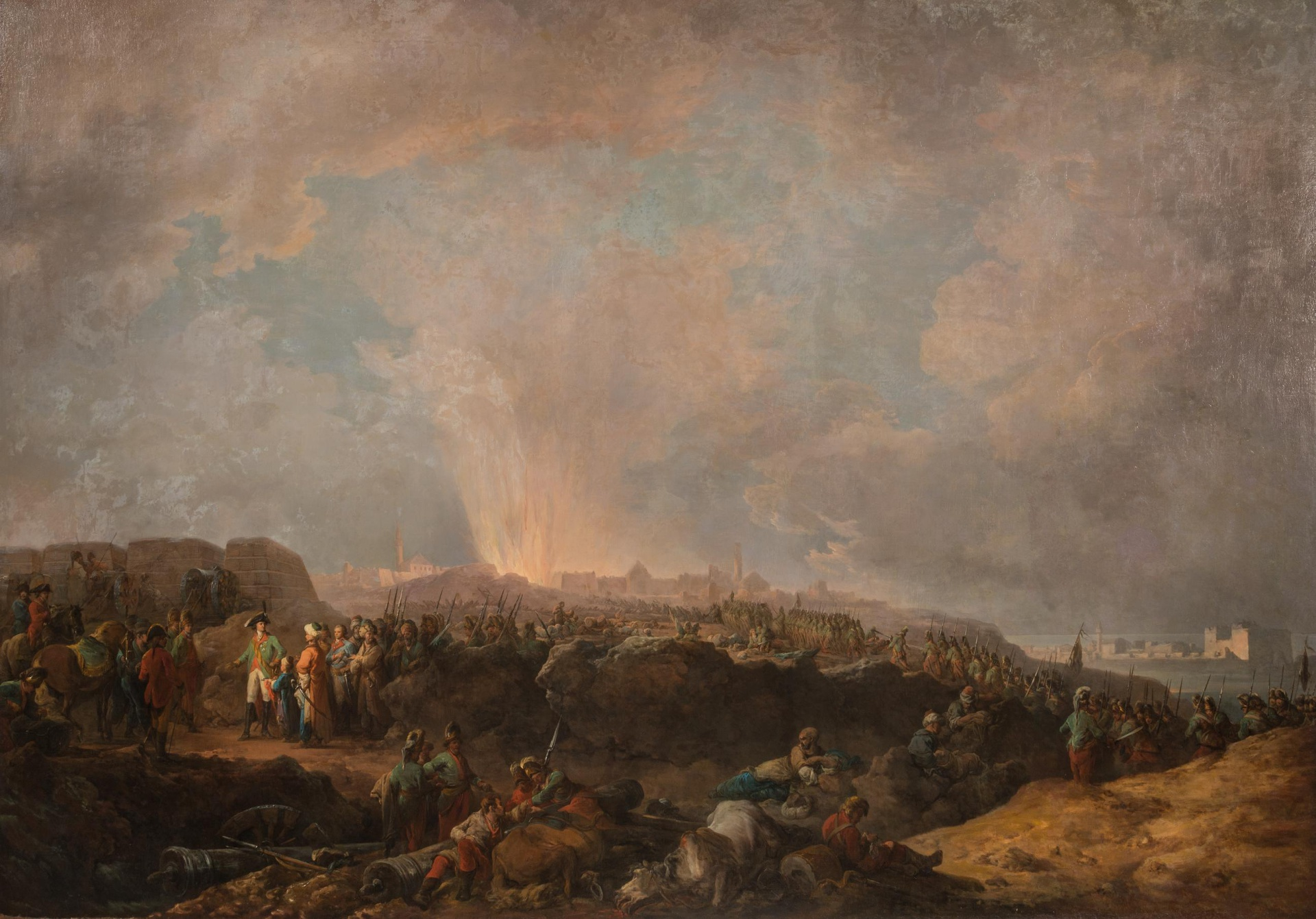
Потёмкин при взятии Очакова 1788 год.

С самого начала войны партия Воронцова-Завадовского, неприятелей Потёмкина, акцентировала внимание на необходимости скорейшего захвата турецкой крепости Очаков, которая была одной из самых сильных крепостей того времени. Осада началась в июле 1788 года и продлилась до штурма 6 декабря, когда за полтора часа крепость была взята. Часть современников и позже историков упрекали Потёмкина за то, что осада велась не энергично, много солдат погибло от болезней, стужи и нужды в необходимом. О причинах задержки штурма есть несколько предположений, первая — это слабая подготовка рекрут и отличное состояние крепости, вторая — Потёмкин ожидал ухудшения погодных условий, которые бы не позволили армиям Швеции и Пруссии открыть второй фронт, кроме того после того как на Лимане встал лёд, исчезла опасность подхода турецкого флота. Благодаря высокой готовности к штурму, он был проведён очень быстро и потери составили 2630 человек — невероятно мало учитывая размеры и состояние крепости.
После взятия Очакова Потёмкин вернулся в Санкт-Петербург, всячески чествуемый по пути. 16 (27) декабря 1788 года генерал-фельдмаршал князь Григорий Александрович Потёмкин-Таврический награждён орденом Св. Георгия 1 степени. В Санкт-Петербурге он получил щедрые награды и часто вёл с императрицей беседы о внешней политике. Золотое овальное блюдо работы Франсуа Сегена (1788), подаренное Потёмкину Екатериной II, экспонируется в настоящий момент в Оружейной палате (зал 2, витрина 18). Он придерживался лояльной политики по отношению к Швеции и Пруссии. Вернувшись на театр военных действий, он позаботился о пополнении войск и медленно продвигался с главной массой войск к Днестру, не участвуя в операциях Репнина и Суворова. Осаждённые им Бендеры сдались без кровопролития. В 1790 году Потёмкин получил титул великого гетмана казацких Екатеринославских и черноморских войск. Он жил в Яссах, окружённый азиатской роскошью и толпой прислужников, но не переставал переписываться с Санкт-Петербургом и с многочисленными своими агентами за границей. О продовольствии и укомплектовании армии он также заботился.
После новых успехов Суворова, в январе 1791 года, Потёмкин снова испросил позволение явиться в Санкт-Петербург и в последний раз прибыл в столицу, где считал своё присутствие необходимым ввиду быстрого возвышения юного фаворита Зубова. Екатерина писала весной принцу де Линю:
По виду фельдмаршала можно подумать, что победы и успехи украшают. Он вернулся из армии прекрасным, как день, весёлым как птица, блестящим как светило, остроумнее, чем когда-либо; не грызёт ногтей и даёт пиры один блестящее другого.
В Таврический дворец на грандиозное празднество 28 апреля (9 мая) 1791 года явились три тысячи разряженных придворных. В аллегорической форме перед государыней была развёрнута библейская история Амана и Мардохея, призванная предостеречь её от оплошного увлечения молодым вертопрахом. Державин составил в стихах развёрнутое «Описание торжества, бывшего по случаю взятия города Измаила в доме генерал-фельдмаршала князя Потёмкина-Таврического 1791 г. 28 апреля».
Несмотря на все старания, цели своей — удаления Зубова — фельдмаршалу не удалось достигнуть. Хотя императрица и уделяла ему всё ту же долю участия в государственных делах, но личные отношения её с Потёмкиным изменились к худшему. По её желанию Потёмкин должен был уехать из столицы, где он за четыре месяца истратил на пиршества 850 тысяч рублей, возмещённых потом из казны.

## Молдавское княжество

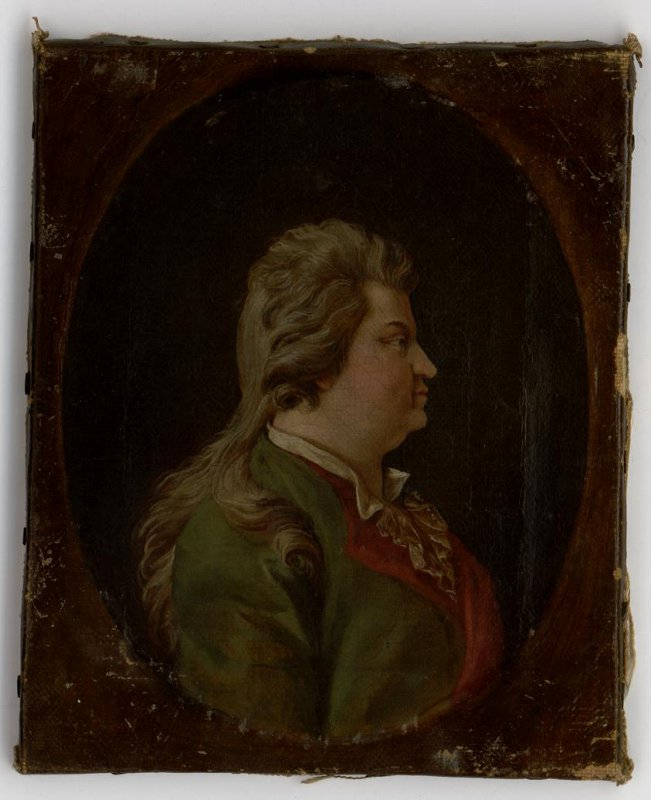
Портрет кон. XVIII в.

В 1790—1791 годах Григорий Потёмкин являлся фактическим правителем Молдавского государства. Его действия в княжестве выходили далеко за пределы полномочий главы оккупационной администрации и вызывались долгосрочными интересами в Молдавии.
Главнокомандующий русскими армиями на юге провёл ротацию членов Дивана (Молдавского правительства) и назначил в качестве его главы бывшего российского вице-консула в Яссах Ивана Селунского. При главной квартире в Молдавии им был создан двор, представлявший собой подобие императорского двора в Петербурге. Здесь «азиатская роскошь и европейская утончённость соединялись на праздниках, следовавших один за другим, непрерывной цепью… Лучшие современные артисты стекались тешить светлейшего князя, у которого в гостях толпились важные знаменитые вельможи соседних стран».
Потёмкин привлекал ко двору и местную знать, был особенно ласков к молдавским боярам. Те в свою очередь, почти открыто призывали Григория Александровича взять судьбу княжества в свои руки. В письмах они благодарили его за освобождение от «тирании турок» и умоляли не терять из вида интересы своей страны, которая всегда «будет чтить его как освободителя».
Много молдаван служило при главном штабе и в действующей армии. Молдавские волонтёры (около 10 тысяч) были сформированы в отдельный корпус и подчинены непосредственно Потёмкину. Вместо собиравшихся османами налогов, в Молдове были введены поставки для обеспечения русских войск припасами и транспортом. Русская администрация требовала от местных властей строгого соблюдения раскладки повинностей в соответствии с доходами жителей. В связи с тем, что в регионах Молдовы, оккупированных австрийскими войсками, установился более жёсткий налоговый режим, наблюдался приток населения на подвластную Потёмкину территорию.
В феврале 1790 года по повелению Григория Александровича вышло в свет первое печатное издание в истории Молдовы. Газета называлась «Courier de Moldavia» и выходила на французском языке, каждый её номер был украшен гербом Молдавского княжества — изображением головы быка, увенчанной короной.
Потёмкин покровительствовал молдавским деятелям культуры и искусства. Именно он сумел разглядеть большой талант художника в Евстафии Алтини, который позднее стал выдающимся иконописцем и портретистом. Попечением князя крестьянский самородок из Бессарабии был направлен на учёбу в Венскую академию художеств. Молдавские историки считают, что художественные впечатления жителей княжества под влиянием музыкально-театральных начинаний князя были столь значительны, что позволяют говорить об «эпохе Потёмкина» в Молдавии.
Вероятно, самым масштабным начинанием светлейшего князя в дунайском княжестве стало учреждение в 1789 году Молдавского экзархата. Несмотря на то, что дунайские княжества были канонической территорией Константинопольской патриархии, экзархат создавался в составе Русской православной церкви. Светлейший князь вряд ли решился бы на конфликт с Константинопольским патриархом, если бы рассматривал Молдавию как заурядную временно оккупированную область.

## Смерть

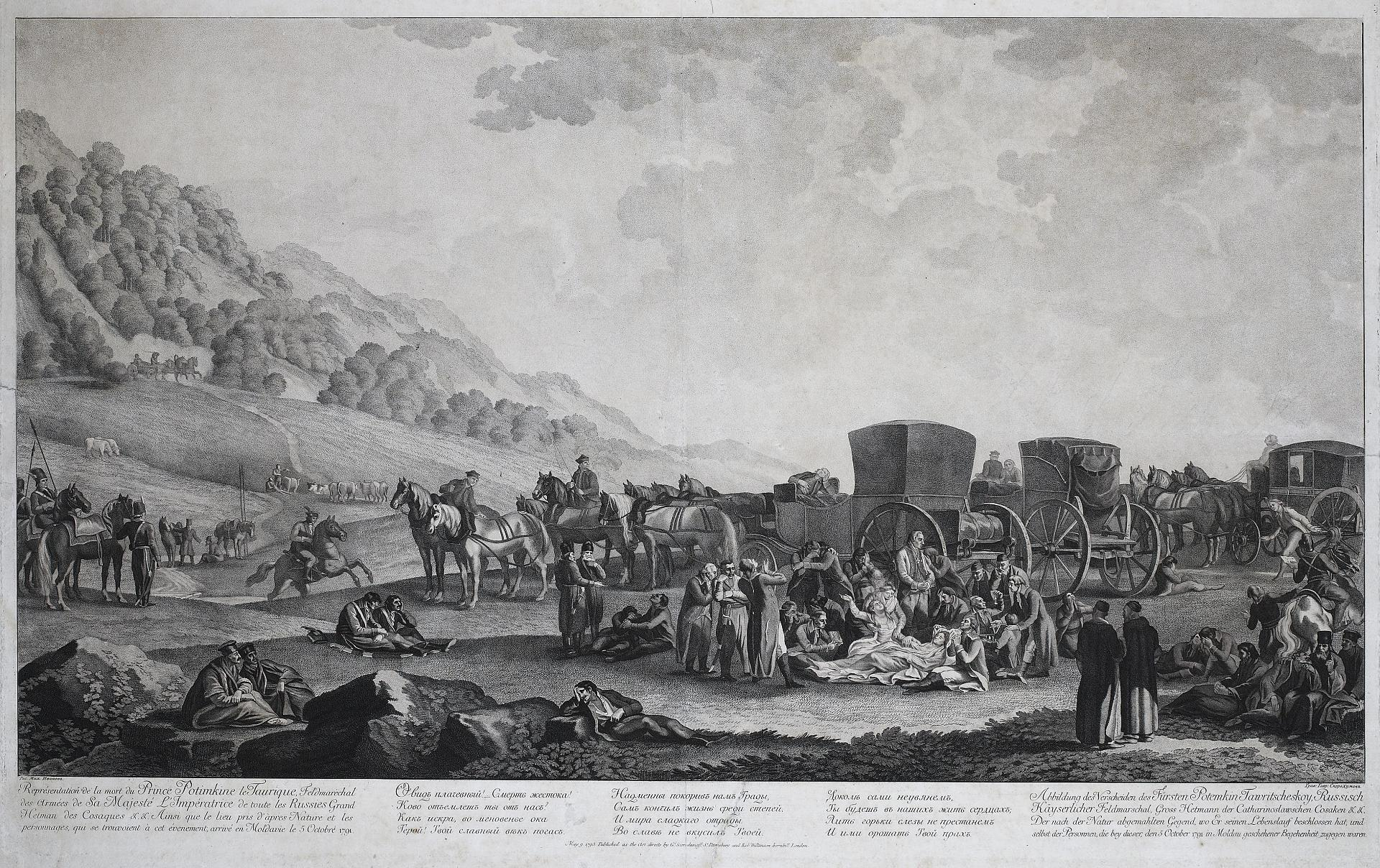
Смерть Г. А. Потёмкина (гравюра Г. И. Скородумова по рисунку М. М. Иванова, 1793)

Потёмкин имел крепкое здоровье и не был подвержен никаким хроническим заболеваниям. Однако, находясь в полевых условиях большую часть времени, Потёмкин нередко подхватывал болезни, распространявшиеся в армии. Об этом упоминается в личной переписке с Екатериной II . В 1791 году, по возвращении в Яссы, Потёмкин деятельно вёл мирные переговоры, но болезнь помешала ему окончить их.
О последних днях князя рассказывал Г. Б. Глинка:

В Галаце после погребения принца Виртембергского, в каком-то необычайном раздумье князь Таврический сел на опустелые дроги. Ему заметили это. Он молчал, но угрюмая дума, проявлявшаяся на отуманенном его челе, как будто говорила: «И меня скоро повезут». Заболев с того же дня, переехал он за Днестр в монастырь Гуж. Перемены в образе жизни не было. Музыка гремела, в комнатах всё ликовало, одна рука его отталкивала лекарства, а другая хваталась за все лекарства роскошной природы и все овощи природные; прихотливый его вкус сам не знал, чего хотел в период своего оцепененья. Из-за Прута князь пустился в Яссы. Прощаясь с Поповым, так крепко стиснул ему голову, что любимец невольно вскрикнул. Князь улыбнулся, а Попов с восторгом рассказывал, «что ещё есть надежда, что у князя не пропала сила». В числе провожатых была племянница его, графиня Браницкая. Проехав вёрст шестнадцать, остановились на ночлег. В хате Григорию Александровичу стало душно. Нетерпеливою рукою стал он вырывать оконные пузыри, заменяющие в тамошних местах стёкла. Племянница уговаривала, унимала, дядя продолжал своё дело, ворча сквозь зубы: «Не сердите меня!» На другой день пустились в Яссы, проехали вёрст шесть. Потёмкину сделалось дурно, остановились, снова поднялись и снова поворотили на прежнее место. Смерть была уже в груди князя Таврического. Он приказал высадить себя из кареты. Графиня удерживала. Он проговорил по-прежнему: «Не сердите меня!» Разложили пуховик и уложили князя. Он прижал к персям своим образ, осенился крестом, сказал: «Господи, в руце твои предаю дух мой!» — и вздохнул в последний раз.— С. Н. Глинка. Записки (с 1776 по 1796). — 1847.
Это произошло 5 (16) октября 1791 года по пути из Ясс в Николаев, неподалёку от молдавского села Старые Радены.
Горе Екатерины было очень велико: по свидетельству французского уполномоченного Жене, «при этом известии она лишилась чувств, кровь бросилась ей в голову, и ей принуждены были открыть жилу». Повторяла она своему секретарю Храповицкому: «Кем заменить такого человека? Я и все мы теперь как улитки, которые боятся высунуть голову из скорлупы». Она писала Гримму: «Вчера меня ударило, как обухом по голове… Мой ученик, мой друг, можно сказать, идол, князь Потёмкин-Таврический скончался… О, Боже мой! Вот теперь я истинно сама себе помощница. Снова мне надо дрессировать себе людей!».

## Погребение, судьба захоронения

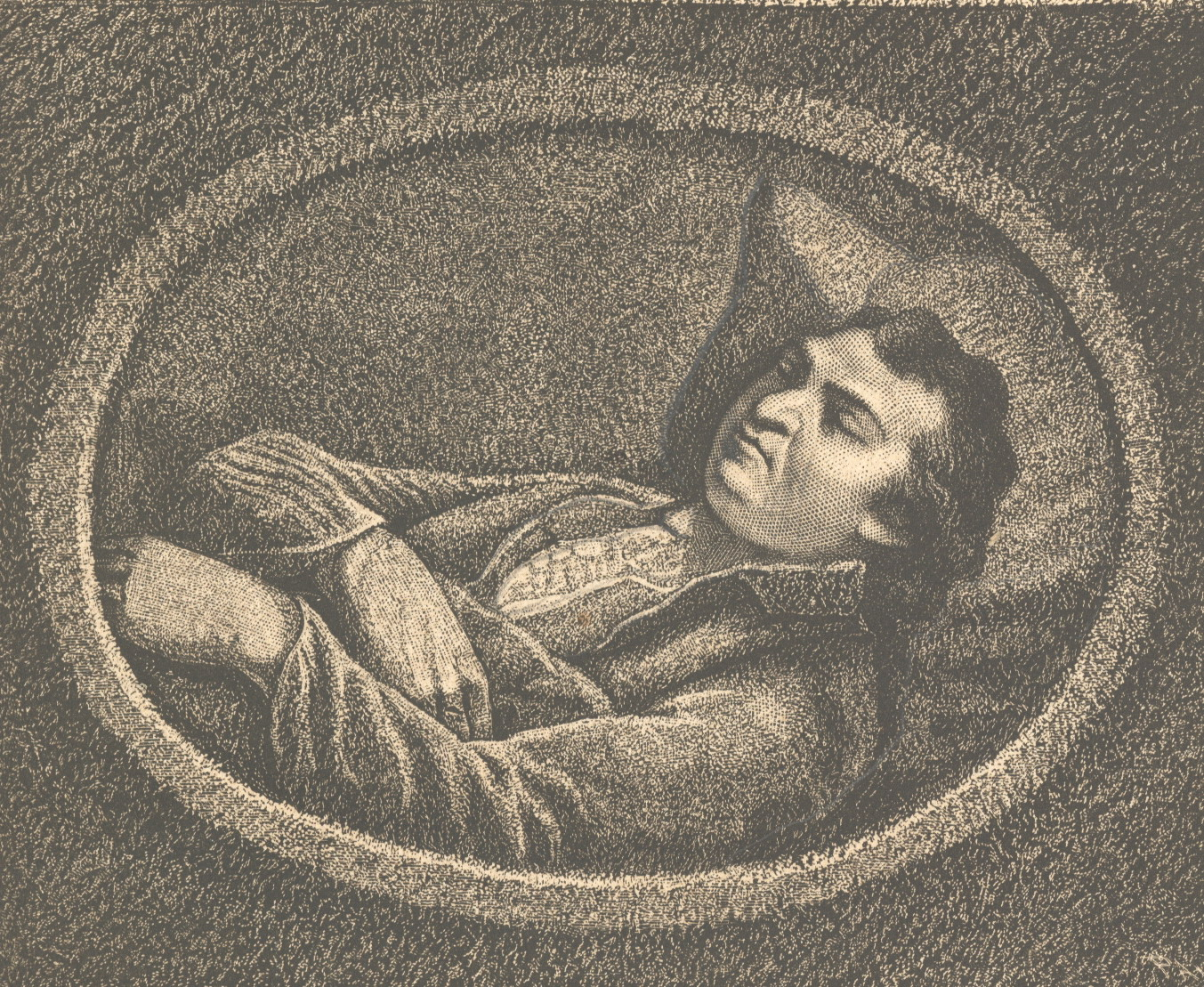
Потёмкин на смертном одре (гравюра Г. И. Скородумова)

Тело князя сразу после его кончины было бальзамировано и готово к погребению. Вскоре в Яссы пришло указание Екатерины ІІ: «<…> Тело покойного князя перевесть в Херсон и там погребеть со всеми подобающими степени и заслугам его почестями». Главным распорядителем похорон был назначен генерал Михаил Сергеевич Потёмкин. 22 ноября 1791 года погребальный траурный кортеж прибыл в Херсон.
Облачённое в парадный генерал-фельдмаршальский мундир, тело князя было положено в двойной гроб: дубовый и свинцовый. В изголовье князя положили миниатюрный портрет Екатерины ІІ, усыпанный бриллиантами.
23 ноября 1791 года в Херсонской крепости, на Дворцовой площади, перед Екатерининским собором, на возвышении, покрытом парчою, был поставлен гроб светлейшего, обтянутый розовым бархатом со сверкающими золотыми позументами. Справа от гроба стояла чёрная мраморная доска, на которой были перечислены заслуги Потёмкина, слева — герб князя. У гроба несли почётное дежурство генералы, полковники и штаб-офицеры. В карауле стояли солдаты Екатеринославского гренадерского полка, лейб-гвардии Преображенского полка и Кирасирского полка князя Потёмкина.
В момент выноса тела князя войска стали во фрунт по обе стороны шествия. Прогремели 11 орудийных залпов, сопровождаемых колокольным звоном всех храмов Херсона. В начале процессии шёл эскадрон гусар и Кирасирский полк князя Потёмкина. За ними под траурный бой барабанов на площадь вышли сто двадцать солдат с факелами в черных епанчах (плащах) и шляпах с чёрным флером (чёрной шелковой тканью, скрывающей лицо). Следом выступали двадцать четыре обер-офицера в белых епанчах, местные вельможи, генералитет, духовенство. Далее следовали офицеры, несшие регалии генерал-фельдмаршала: икону, подаренную императрицей, ордена, камергерский ключ, гетманскую булаву и саблю, венец (подарок Екатерины ІІ), фельдмаршальский жезл, кейзер-флаг и знамёна. Гроб с телом князя офицеры несли до самого Екатерининского собора. Следом ехали дроги, покрытые чёрным бархатом, запряженные восемью лошадьми, и парадная карета Потёмкина, покрытая чёрным сукном. Завершал шествие эскадрон конвойных гусар. По отпевании прозвучали артиллерийские залпы и троекратный салют из ружей. Гроб с телом был опущен в склеп: «…сего месяца 23 дня тело покойного светлейшего князя в Херсонской соборной церкви предано земле с подобающей церемонией, место для погребения выбрано пристойное…».
Тело Потёмкина-Таврического покоилось под церковным полом по правую сторону амвона. В полу была сделана подъёмная дверь — через которую спускались в свод, где стоял на возвышении свинцовый гроб, а перед ним находилась икона с горящею пред нею лампадой. В 1798 году по приказанию императора Павла забальзамированное тело было, по православному обычаю, предано земле: «всё тело, без дальнейшей огласки, в самом же том погребу погребено было в особо вырытую яму, а погреб засыпан землею и изглажен так, как бы его никогда не бывало». Сход в склеп в более поздние годы был закрыт.
Мраморное надгробие находится на прежнем месте, в южной части собора, перед амвоном; ежегодно, в день памяти Потёмкина, на его могиле служится панихида.
В конце октября 2022 года, в ходе боевых действий на Украине, Владимир Сальдо, возглавляющий захваченную Россией часть Херсонской области, сообщил, что останки Потёмкина были вывезены из Херсона, а его статуя была демонтирована.

## Оценки

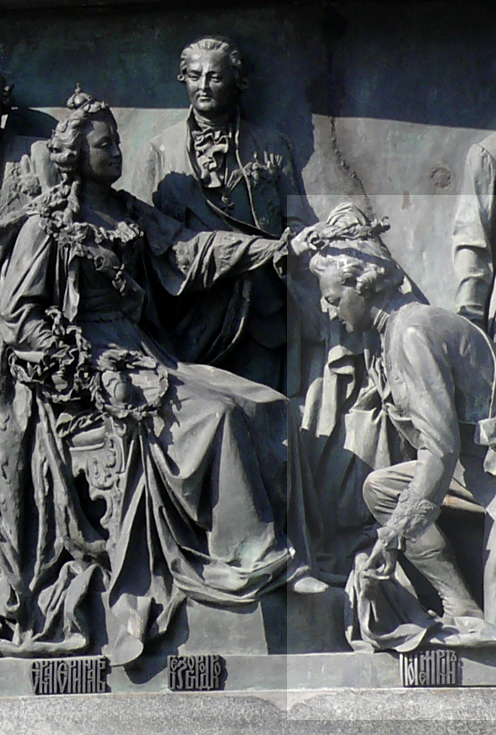
Г. А. Потёмкин на Памятнике «1000-летие России» в Великом Новгороде

Императрица была сильно поражена смертью Потёмкина. Отзывы о нём после смерти, как и при жизни, были весьма различны. Одни называли его злым гением императрицы Екатерины, «князем тьмы» (немецкий роман-памфлет 1794 «Pansalvin, Fürst der Finsternis und seine Geliebte»), другие — в том числе сама Екатерина — великим и гениальным человеком. Полемизируя с изданным в Германии памфлетом, писатель С. Н. Глинка указывал: «Потёмкин не был ни князем тьмы, ни ангелом света духовного мира; он был сыном России и трудился, и работал не для своего тщеславия, как будто отчужденный от самого себя. Сочинитель упомянутой книги укоряет Потемкина в расхищении достояния нашего отечества: это ложь. Потемкин не грабил достояние народа, подобно Меншикову, Бирону и другим временщикам. Он сыпал за границу червонцы тогда, когда надобно было золотом выкупить неприязненные и тайные замыслы против России: „Деньги — сор, — говорил он, — а люди — всё“».
Во всяком случае, это был самый способный из екатерининских современников, способный администратор, деятельный и энергичный человек, но избалованный побочными обстоятельствами, доставившими ему высокое положение, и поэтому лишённый равновесия и способности соразмерять свои желания с действительностью. Начинания его на юге России составляют несомненную его заслугу перед потомками. Созданные им города и теперь принадлежат к наиболее важным населённым пунктам северного побережья Чёрного моря.

Потёмкин проявлял редкую для того времени прогрессивность взглядов в национальном вопросе. «Почти уникум среди русских военных и государственных деятелей, Потёмкин был больше, чем просто толерантным к евреям: он изучал их культуру, наслаждался обществом их раввинов и стал их покровителем». К такому выводу пришёл современный кембриджский историк Саймон Себаг-Монтефиоре, а также ряд других историков (Дм. Фельдман, Ф. Кандель, С. Дудаков).
«Память, желудок и сладострастие его всё поглощали. Он метил из гвардии в монастырь и попал в чертоги Екатерины. В глубоком раздумье грыз он ногти, а для рассеяния чистил брильянты. Женщин окутал в турецкие шали, мужчин нарядил в ботинки. Поглощал и ананасы, и репу, и огурцы. „Иным казалось, — говорит граф Растопчин, — что Потёмкин, объевшись, не проснётся, а он встанет, как ни в чём не бывало, и ещё свежее. Желудок его можно уподобить России, она переварила Наполеона, и всё переварит“». С. Н. Глинка
Будущий президент Венесуэлы Франсиско Миранда, бывший в Крыму в свите Г. А. Потёмкина в январе 1787 года во время подготовки к Таврическому вояжу Екатерины II, писал: «<…> Мне было очень любопытно наблюдать, как г-н Иванов — способный художник, который работает легко, вдумчиво и со вкусом, — рисует морской пейзаж на камне в апартаментах князя. В этой связи долго беседовали с последним [Потёмкиным] о живописи. Его познания в искусстве и тонкий вкус поистине поражают меня и свидетельствуют об основательности его образа мыслей».
Миранда также указывал на глубокие знания Потёмкиным тонкостей европейской политики, причём он постоянно изучал текущее положение дел как через своих агентов, так и в общении с большим количеством иностранцев из самых разных стран и слоёв общества.

## Личная жизнь

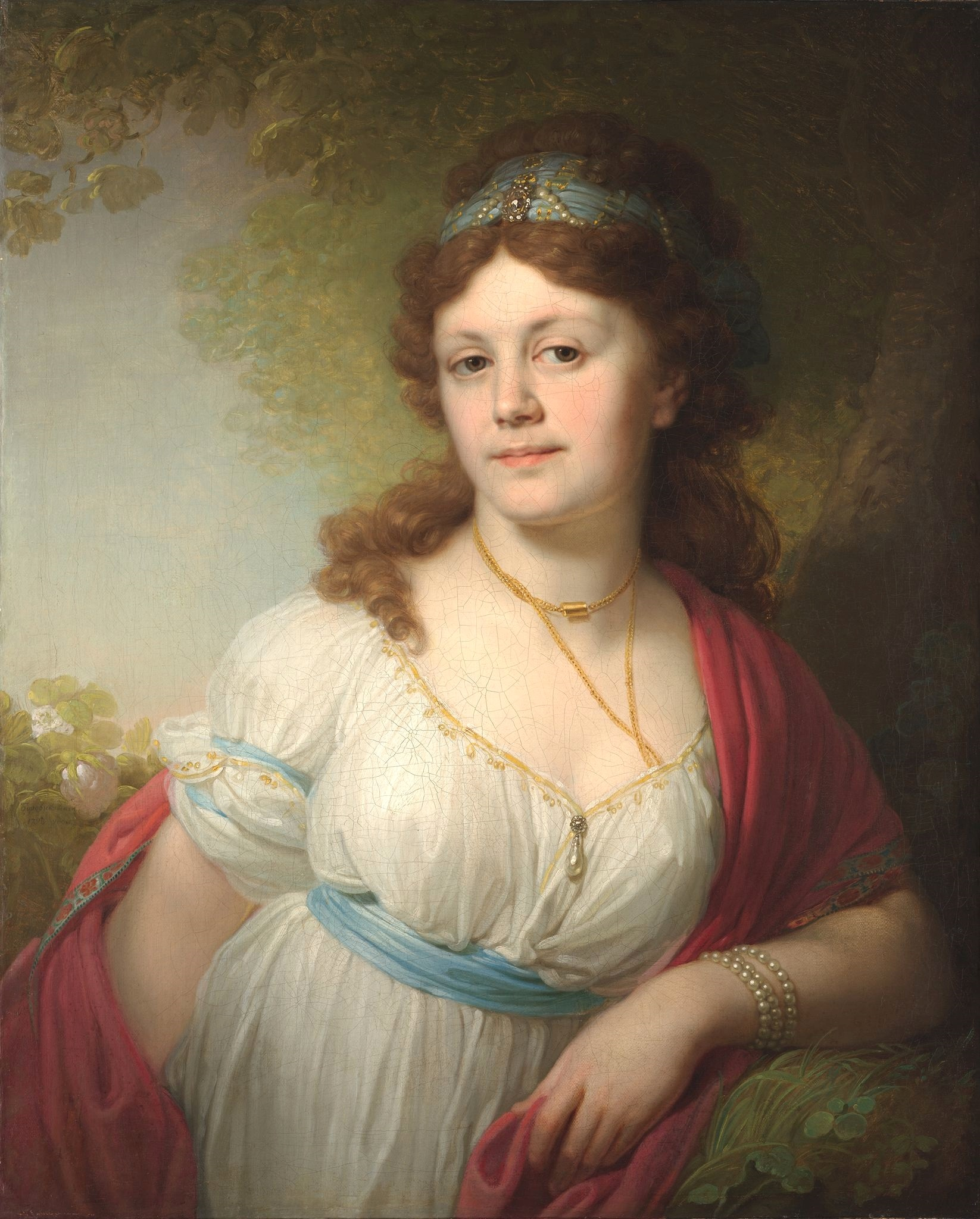
Елизавета Тёмкина. Портрет работы Боровиковского

Как считают историки, тайное венчание Екатерины и Потёмкина состоялось в 1774 году (по некоторым сведениям, 8 июня) или в Храме Св. Сампсония на Выборгской стороне в Санкт-Петербурге или в несохранившейся московской церкви Вознесения у Никитских Ворот. Также существует предположение, что у Екатерины и Потёмкина была дочь Елизавета Григорьевна, которая получила фамилию Тёмкина — с отброшенным первым слогом, как это было принято.
После охлаждения чувств между ним и Екатериной Потёмкин, как отмечали шокированные современники и иностранные дипломаты, устроил личную жизнь следующим образом: пригласив жить в свой дворец племянниц, дочерей сестры Елены Энгельгардт, он, по мере их взросления, «просвещал» их, а потом через некоторое время выдавал замуж.
«Способ, каким князь Потёмкин покровительствует своим племянницам, — писал на родину французский посланник Корберон, — даст вам понятие о состоянии нравов в России». (Подробнее см. Энгельгардт, Екатерина Васильевна). Из 6 его племянниц такую инициацию прошли 3:
1. Браницкая, Александра Васильевна
2. Варвара, замужем за Сергеем Федоровичем Голицыным
3. Энгельгардт, Екатерина Васильевна
4. а также Самойлова, Екатерина Сергеевна, жена его племянника Александра Самойлова

Фрейлина Екатерина Сенявина вступила в связь с Потёмкиным, но в 1780 году императрица выдала её замуж за графа Воронцова, чтобы удалить от двора.
В официальном браке Потёмкин не состоял, длительных отношений не имел. В личной переписке Екатерины и Потёмкина нет упоминаний о его привязанностях, хотя новым фаворитам Екатерины он всегда слал приветы и поклоны.

## Потёмкин как правитель
Был первым генерал-губернатором Новороссийской губернии.
В 1782 году согласно так называемому «Греческому проекту» Потёмкин должен был стать королём Дакии—земель, к западу от вышеупомянутого Крыма, однако из-за разногласий Екатерины II с императором Священной Римской Империи и Австрии Иосифом II и венецианским дожем Паоло Реньером, Потёмкин свои земли не получил.
От тайного брака с царицей у него родилась дочь, известная как Елизавета Тёмкина, не получившая наследства, в отличие от своих многочисленных кузин — Энгельгардт, Высоцких и Самойловых (см. ниже в разделе «Наследники»). Она вышла замуж за Ивана Христофоровча Калагеори — секунд-майора своего отца и возможно, ещё одного внебрачного представителя дома Голштейн-Готторп-Романовых, в браке родилось 10 детей. Их потомками были учёный Овсянико-Куликовский и, возможно, сербская династия Карагеоргиевичей.

## Наследники
Императрица пожаловала Потёмкина колоссальными земельными владениями в Таврии, которые сделали его богатейшим человеком России. Его владения не уступали по своим размерам знаменитой «Вишневетчине» XVII века. Поскольку законных детей у Потёмкина не было, после смерти они были распределены между многочисленными детьми его сестёр Самойловой, Высоцкой и Энгельгардт:
- Александр Николаевич Самойлов, биограф своего дяди, женат на Екатерине Сергеевне Трубецкой
  - Николай Александрович Самойлов, женат на Юлии Павловне Пален (см. ниже)
  - Софья Александровна Самойлова, жена графа Алексея Алексеевича Бобринского (внука Екатерины II)
- Екатерина Николаевна Самойлова, 1-й муж — Николай Семёнович Раевский, 2-й муж — Лев Денисович Давыдов
  - Пётр Львович Давыдов, гофмейстер, родоначальник графов Орловых-Давыдовых
  - Александр Львович Давыдов, женат на дочери герцога де Грамона
  - Василий Львович Давыдов, декабрист
  - Софья Львовна Давыдова, жена Андрея Михайловича Бороздина, таврического губернатора
    - Мария Андреевна Бороздина, 1-й муж — декабрист Иосиф Поджио, 2-й муж — генерал Александр Гагарин

  - Николай Николаевич Раевский, генерал, герой войны 1812 года
- Николай Петрович Высоцкий, один из фаворитов Екатерины II, строитель усадьбы Свиблово Дворец князя Потёмкина в Покровском Смоленской губернии (1785-86) перешёл от него по наследству к Энгельгардтам
- Василий Васильевич Энгельгардт

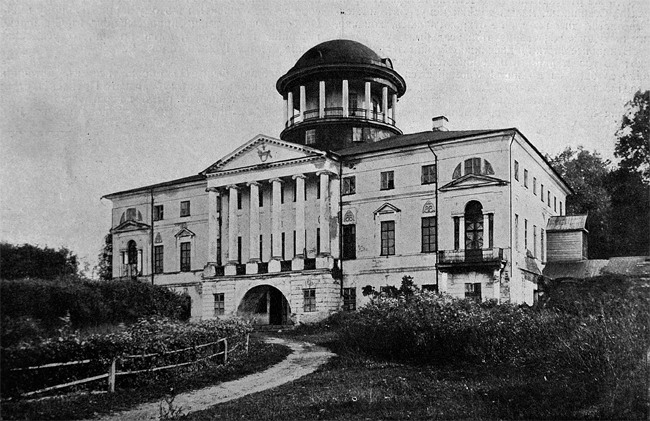
Дворец князя Потёмкина в Покровском Смоленской губернии (1785-86) перешёл от него по наследству к Энгельгардтам

  - Екатерина Васильевна Энгельгардт, жена генерала Никанора Михайловича Свечина
- Павел Васильевич Энгельгардт
- Пётр Васильевич Энгельгардт
- Александра Васильевна Энгельгардт, жена коронного гетмана Ксаверия Браницкого
  - Владислав Григорьевич Браницкий, генерал-майор
  - Елизавета Ксаверьевна Браницкая, жена князя М. С. Воронцова
  - Екатерина Ксаверьевна Браницкая, жена графа Станислава Потоцкого
- Варвара Васильевна Энгельгардт, жена князя Сергея Фёдоровича Голицына
  - Григорий Сергеевич Голицын, пензенский губернатор
  - Сергей Сергеевич Голицын, генерал-майор
  - Александр Сергеевич Голицын, генерал-майор
  - Василий Сергеевич Голицын, камергер, женат на Елене Александровне Суворовой
  - Владимир Сергеевич Голицын, известный любитель музыки, генерал-майор
- Екатерина Васильевна Энгельгардт, 1-й муж — Павел Мартынович Скавронский, 2-й муж — граф Юлий Литта
  - Мария Павловна Скавронская, 1-й муж — Павел Петрович Пален, 2-й муж — граф Адам Ожаровский
    - Юлия Павловна Пален, в замужестве Самойлова (см. выше)

  - Екатерина Павловна Скавронская, жена генерала Петра Багратиона
- Татьяна Васильевна Энгельгардт, 1-й муж — Михаил Сергеевич Потёмкин, 2-й муж — князь Николай Борисович Юсупов
  - Александр Михайлович Потёмкин, петербургский губернский предводитель дворянства
  - Екатерина Михайловна Потёмкина, жена графа Александра Ивановича Рибопьера
  - князь Борис Николаевич Юсупов
- Анна Васильевна Энгельгардт, жена Михаила Михайловича Жукова, астраханского губернатора
  - Варвара Михайловна Жукова, в замужестве Оленина
- Надежда Васильевна Энгельгардт, 1-й муж — полковник Павел Алексеевич Измайлов, 2-й муж — генерал Пётр Амплиевич Шепелев

## Чины, должности, звания, титулы

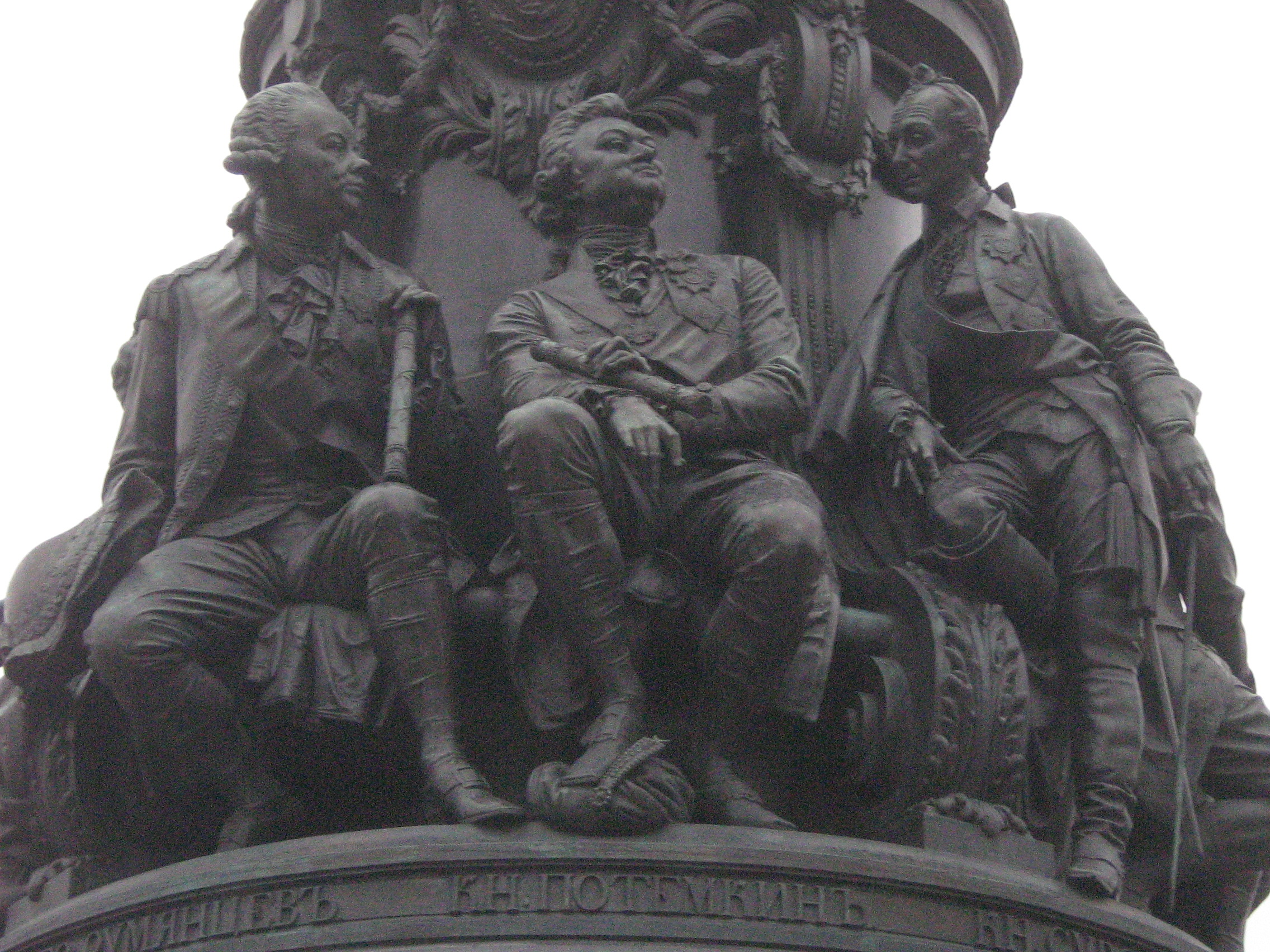
Потёмкин (в центре) на постаменте памятника Екатерине II в Санкт-Петербурге

- Генерал-фельдмаршал (с 02.02.1784);
- сенатор (с 1776);
- президент Государственной Военной коллегии (с 02.02.1784, вице-президент 30.05.1774—02.02.1784);
- главнокомандующий российскими армиями на юге (с 1789),
- главнокомандующий Екатеринославской армией (1787—1789);
- главнокомандующий всей регулярной и нерегулярной лёгкой конницей (с 1774) и Донским войском (с 1780);
- главнокомандующий Черноморским флотом и главноначальствующий в Черноморском адмиралтейском правлении (с 13.08.1785);
- Екатеринославский (с 30.03.1783), Таврический (с 02.02.1784) и Харьковский (с 10.06.1787) генерал-губернатор;
- великий гетман Екатеринославского и Черноморского казачьих войск (с 10.01.1790); генерал-адъютант Её Императорского Величества (с 01.03.1774);
- действительный камергер (с 22.09.1768);
- генерал-инспектор над войсками (с 07.10.1777);
- подполковник лейб-гвардии Преображенского полка (с 15.03.1774);
- шеф: Кавалергардского корпуса (с 02.02.1784), Кирасирского своего имени (с 19.07.1775), Санкт-Петербургского драгунского (с 1790) и Екатеринославского гренадерского (с 1790) полков;
- верховный начальник Мастерской оружейной палаты (с 1778).

В начале 1780-х годов полное титулование Потёмкина звучало следующим образом: «Ея Императорского Величества Самодержицы Всероссийской, Великомилостивой Государыни моей генерал-аншеф, Главнокомандующий сухопутными Ея Императорского величества Войсками в Крыму и Южных Российской империи губерниях расположенных, флотами, плавающими в Чёрном, Азовском и Каспийском морях, всею лёгкой конницей, Донским войском и всеми иррегулярными, Государственной Военной Коллегии Вице-Президент, Екатеринославский, Астраханский, Саратовский генерал-губернатор, Ея Величества генерал-адъютант, Действующий Камергер, Кавалергардского Корпуса поручик, Лейб-Гвардии Преображенского полка подполковник, Новотроицкого Кирасирского полка Шеф, над войсками генерал-инспектор, и орденов Российских Св. Андрея Первозванного, Св. Александра Невского, Военного Св. Великомученика Георгия и Св. равноапостольного князя Владимира — больших крестов, Королевско-Прусского — Чёрного орла, Датского — Слона, Шведского — Серафима, Польского — Белого орла и Св. Станислава и Великокняжеского Голстинского — Св. Анны — кавалер».
По желанию российской императрицы, грамотой римского императора Иосифа II, от 16 (27) февраля 1776 года, генерал-аншеф, наместник Астраханской, Азовской и Новороссийской губерний, л.-гв. Преображенского полка подполковник, действительный камергер, граф Григорий Александрович Потёмкин был возведён, с нисходящим его потомством, в княжеское Римской империи достоинство, с титулом светлости. Высочайшим указом, от 20 апреля (1 мая) 1776 года, дозволено ему было принять означенный титул и пользоваться им в России.
После посещения в 1787 году императрицей Екатериной Херсона и Тавриды, за присоединение в 1783 году Тавриды к Российской империи именным Высочайшим указом, от 8 (19) июля 1787 года, светлейшему князю Потёмкину пожалован титул Таврического и повелено именоваться впредь светлейшим князем Потёмкиным-Таврическим.

## Награды

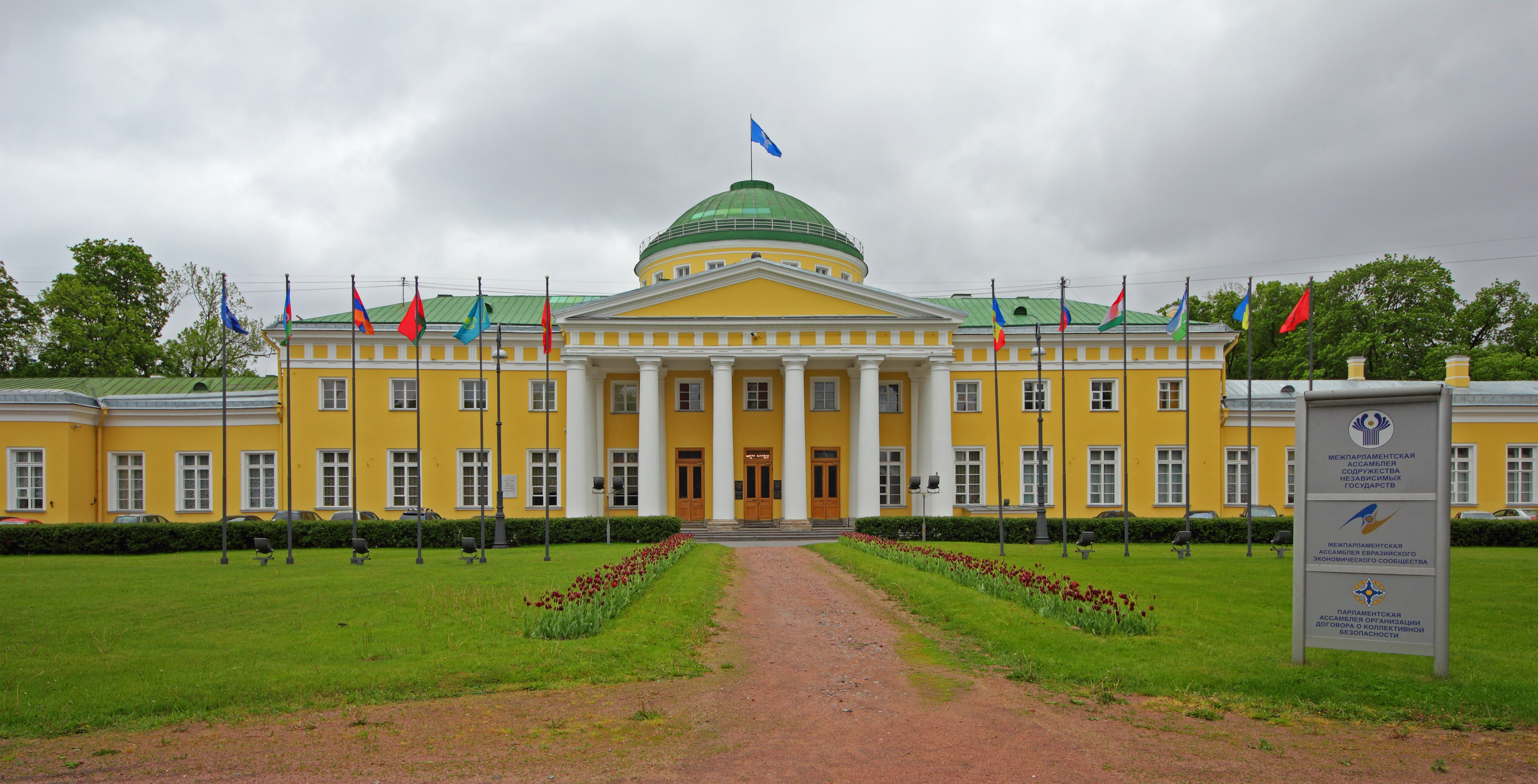
Таврический дворец Потёмкина в Санкт-Петербурге

российские:
- Орден Святой Анны (1770)

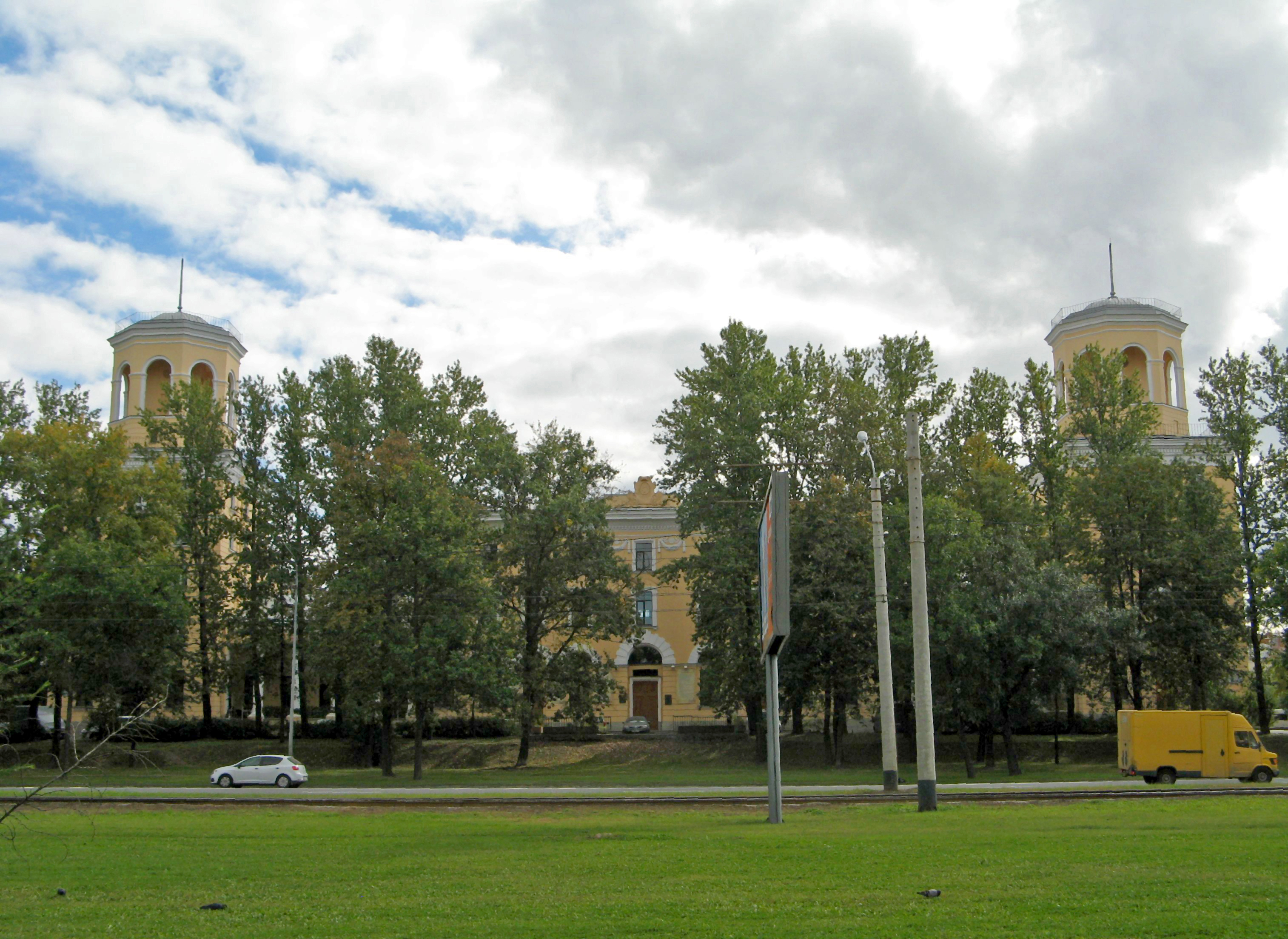
Дача Потёмкина на Петергофской дороге

- Орден Святого Георгия III степени (27.7.1770)
- Орден Святого Александра Невского (1774)
- Золотая шпага, осыпанная алмазами (10.07.1774)
- Портрет императрицы для ношения на груди (10.07.1774)
- Орден Святого апостола Андрея Первозванного (25.12.1774)
- Орден Святого Георгия II степени (26.11.1775)
- Орден Святого Владимира I степени (22.09.1782)
- Орден Святого Георгия I степени (16.12.1788)

иностранные:
- Орден Белого орла (Речь Посполитая)
- Орден Святого Станислава (Речь Посполитая)
- Орден Чёрного орла (Пруссия)
- Орден Слона (Дания, 29.02.1776)
- Орден Серафимов с цепью (Швеция, 29.04.1776)

## Память
Памятники установлены:
- в Санкт-Петербурге — одна из статуй в композиции памятника Екатерине II;
- в Тирасполе в Приднестровье — бюст на площади Суворова, в сквере им. Де Волана
- в Бендерах в Приднестровье — памятник светлейшему князю торжественно открыт и освящён 29 августа 2010 года;
- в Духовщине в Смоленской области — памятник в селе Чижово под Духовщиной, где Потёмкин родился;
- в Краснодаре — один из бюстов в Мариинском сквере (т. н. Аллея российской славы);
- в Николаеве:
  - бюст Потёмкина перед зданием Адмиралтейства;
  - памятная доска с горельефом Потёмкина на ул. Соборной.
- в Одессе — одна из статуй Памятника основателям Одессы (уничтожен большевиками, восстановлен в 2007, демонтирован городскими властями 29 декабря 2022);
- возле села Старые Радены Унгенского района Молдавии — обелиск и памятный камень на месте смерти Потёмкина;
- в Симферополе:
  - статуя Потёмкина на постаменте памятника Екатерине II ;
  - бюст Потёмкина открыт 16 марта 2016 г. ко 2-й годовщине проведения референдума о статусе полуострова на ул. Горького;
- в Херсоне — памятник по проекту И. Мартоса (уничтожен большевиками, восстановлен в 2003, демонтирован в конце октября 2022 и вывезен вместе с прахом Потёмкина).

## Образ в культуре

### В литературе
| Автор                | Название книги                    | Описание                |
| -------------------- | --------------------------------- | ----------------------- |
| Николай Гейнце       | Князь Тавриды                     | Главный герой           |
| Валентин Пикуль      | Фаворит                           | Главный герой           |
| Григорий Данилевский | Потёмкин на Дунае                 | Главный герой           |
| Грегор Самаров       | Адъютант императрицы              | Главный герой           |
| Николай Гоголь       | Ночь перед Рождеством             | Герой второго плана     |
| Евгений Фёдоров      | Каменный пояс (том 3)             | Герой второго плана     |
| Ольга Форш           | Радищев                           | Второстепенный персонаж |
| Михаил Казовский     | Арестанты любви                   | Один из героев          |
| Алла Бегунова        | Тайный агент Её Величества        | Герой второго плана     |
| Ольга Елисеева       | Век Золотой Екатерины (том 3 и 4) | Главный герой           |
| Василий Нарежный     | Российский Жилблаз                | Второстепенный персонаж |
| Ион Друцэ            | Белая Церковь                     | Один из главных героев  |

### В кино
- «Княжна Тараканова» (Россия, 1910) — Николай Васильев
- «Ночь перед Рождеством» (Россия, 1913) — ??
- «Trenck — Der Roman einer großen Liebe» (1932, Германия) — Нико Туров
- «Die Finanzen des Großherzogs» (1934, Германия) — Тео Линген
- «Le joueur d'échecs» (1938, Франция) — Жак Гретилат
- «Мюнхгаузен» (1943, Германия) — Эндрюс Энгельман
- «Екатерина Великая» (1948, США) — Майкл Мак-Лямур
- «Театр по средам» (1953, США) — Фредерик Валк
- «Адмирал Ушаков» (1953) — Борис Ливанов
- «Вечера на хуторе близ Диканьки» (1961) — Юрий Чекулаев
- «Екатерина Великая» (1968, Англия) — Зеро Мостель
- «Пропавшая грамота» (1972) — Михаил Голубович
- «Есть идея!» (1977) — Николай Рыбников
- «Sodan ja rauhan miehet» (1978, Финляндия) — Пентти Култала
- «Клятвенная запись» (1983) — Нодар Шашик-оглы
- «Екатерина Великая» (1996, США) — Пол Макган
- «Вечера на хуторе близ Диканьки» (2001) — Георгий Дрозд
- «Екатерина Великая» (2005, Англия) — Дан Бадарау
- «Фаворит» (2005) — Игорь Ботвин
- «Государыня и разбойник» (2009) — Александр Арсентьев
- «Великая» (2015) — Дмитрий Ульянов
- «Екатерина. Взлёт» (2017) — Владимир Яглыч
- «Медный всадник России» (2019) — Борис Ливанов
- «Екатерина. Самозванцы» (2019) — Владимир Яглыч
- «Екатерина Великая» (2019) — Джейсон Кларк
- «Екатерина. Фавориты» (2023) — Владимир Яглыч